# 58535 Pattillo
58535 Pattillo è un asteroide della fascia principale. Scoperto nel 1997, presenta un'orbita caratterizzata da un semiasse maggiore pari a 3,1590378 UA e da un'eccentricità di 0,1328624, inclinata di 6,68629° rispetto all'eclittica.